# Іванюк Віктор Дмитрович
Ві́ктор Дми́трович Іваню́к (рос. Виктор Иванюк; * 1936, Ступіно, Московська область — † ?) — радянський футболіст.

## Персоналії
Нападник, виступав за СКВО (Київ), СКА (Львів), «Карпати» (Львів), «Нафтовик» (Дрогобич), «Колгоспник» (Рівне), «Шахтар» (Соснівка), «Шахтар» (Червоноград).
Учасник першого офіційного матчу в історії «Карпат» (Львів) — 21 квітня 1963 року.